# Game Informer
Game Informer (GI) je americký herní měsíčník přinášející novinky, návody a recenze videoher a herních konzolí. První číslo časopisu vyšlo v srpnu 1991; tehdy jej ve svých pobočkách nabízel obchodní řetězec FuncoLand. V roce 2000 získal časopis řetězec GameStop, a to po koupi FuncoLandu. Díky tomu se velká část propagace odehrávala přímo v obchodech, což přispělo k úspěchu časopisu. V červnu 2017 byl pátým nejoblíbenějším americkým časopisem podle počtu prodaných výtisků.
V srpnu 2024 byla GameStopem publikace časopisu Game Informer po 33 letech a 368 číslech ukončena. Související internetové stránky byly rovněž zrušeny a jejich digitální archiv byl odstraněn. V březnu 2025 Game Informer oznámil, že byl převzat společností Gunzilla Games a stal se samostatnou firmou. Došlo mimo jiné k obnovení internetových stránek časopisu, digitálního archivu a návratu všech propuštěných zaměstnanců. Game Informer rovněž oznámil plány na obnovení jeho vydávání v tištěné podobě.

## Historie

### Počátky a GameStop (1991–2024)
Game Informer byl poprvé vydán v srpnu 1991. David R. Pomijie, majitel společnosti FuncoLand, se rozhodl utratit část finančních prostředků na výrobu časopisu namísto v klasické reklamě. Na pozici šéfredaktorky usedla Elizabeth Olsonová, přičemž asistentem redakce se stal Andy McNamara. V roce 1993 se Olsonová a McNamara stali spolu-šéfredaktory; po vydání šestnáctého čísla časopisu se McNamara stal jeho jediným šéfredaktorem. Game Informer vycházel každé dva měsíce až do listopadu 1994, kdy začal být publikován každý měsíc.
V roce 2000 nakladatelství Barnes & Noble získalo a sloučilo několik společností, což vedlo ke vzniku firmy GameStop Corp. V témže roce byla GameStopem zakoupena společnost FuncoLand společně s Game Informerem.

### Obnovení činnosti (2025 – dosud)
Dne 19. března 2025 sdílel Game Informer na svých účtech na sociálních sítích krátké video se zprávou na rozloučeno. Video obsahovalo ve spodní části obrazovky kód připomínající arkádovou hru se slovem „Continue“ (česky pokračovat) a končilo blikajícím datem 25. března, což naznačovalo možné spuštění periodika. Video sdíleli též bývalí zaměstnanci časopisu, přičemž bývalý ředitel Brian Shea uvedl, že se k němu „v tuto chvíli nemůže vyjádřit, ale doporučuje, aby se lidé podívali na příspěvky jeho bývalých kolegů na sociálních sítích“. Dne 25. března 2025 pak Game Informer oznámil, že společnost Gunzilla Games, vývojáři videohry Off the Grid, časopis koupila a najala zpět propuštěné zaměstnance. Znovu spustili digitální archiv a internetové stránky s novými články a recenzemi her, které vyšly v době jejich uzavření, s tím, že později v průběhu roku plánují oživit tištěnou verzi časopisu.